# Resaigne
Die Resaigne ist ein Fluss in Frankreich, der im Département Haute-Marne in der Region Grand Est verläuft. Sie entspringt am Südostrand des Plateau von Langres, im Ortsgebiet von Le Pailly, entwässert generell Richtung Südsüdost und mündet nach rund 17 Kilometern im Gemeindegebiet von Coublanc als rechter Nebenfluss in den Salon. Im Oberlauf quert die Resaigne die Bahnstrecke Is-sur-Tille–Culmont-Chalindrey.

## Orte am Fluss
(Reihenfolge in Fließrichtung)
- Le Pailly
- Violot
- Rivières-le-Bois
- Grandchamp
- Maâtz
- Coublanc

## Sehenswürdigkeiten
- Château du Pailly, Schloss aus dem 16. Jahrhundert am Flussufer – Monument historique[4]

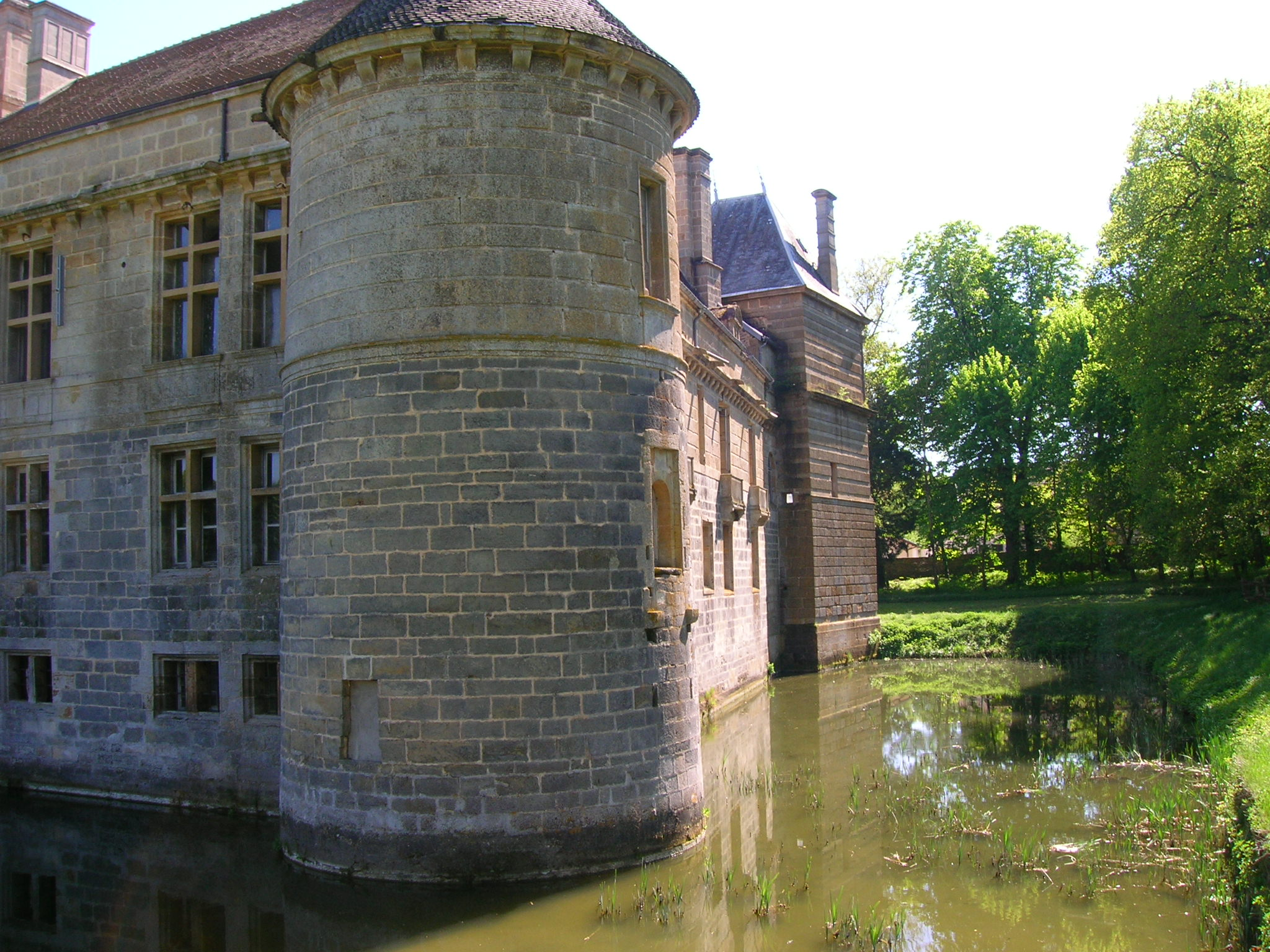
Château du Pailly